# Studio Opracowań Filmów w Warszawie
Studio Opracowań Filmów w Warszawie (w pierwszych latach Studio Opracowań Dialogowych w Warszawie) – nieistniejące obecnie polskie filmowo-telewizyjne studio dźwiękowe, zajmujące się realizacją dźwięku dla potrzeb polskich i zagranicznych produkcji telewizyjnych, Filmowych i Radiowych, gier komputerowych, reklam oraz prezentacji multimedialnych. Powstało w 1956 roku. Pierwszym dyrektorem Studia Opracowań Filmów w Warszawie był Seweryn Nowicki. Likwidacja studia nastąpiła w marcu 1998. w 1999 r. ogłoszono upadłość spółki.
Siedziba Studia Opracowań Filmów w Warszawie znajdowała się na Alei Niepodległości 159. W grudniu 1989 r. doszło do pożaru w siedzibie studia na Alei Niepodległości 159, co spowodowało przeprowadzkę na ulicę Nabielaka 15. Ostatnim dyrektorem Studia Opracowań Filmów w Warszawie został Franciszek Czekierda.

## Filmy aktorskie
- Anatomia morderstwa
- Dwunastu gniewnych ludzi
- Kto się boi Virginii Woolf?
- Niekończąca się opowieść III: Ucieczka z krainy Fantazji

## Filmy animowane
- Król lew
- Aryskotraci
- Bolek i Lolek na Dzikim Zachodzie
- Kacze opowieści. Poszukiwacze zaginionej lampy
- Kopciuszek
- Pocahontas
- Toy Story
- Wielka podróż Bolka i Lolka

## Seriale aktorskie
- Arabela
- Hotel Zacisze
- Ja, Klaudiusz
- Saga rodu Forsyte’ów

## Seriale animowane
- Alfred Jonatan Kwak
- Chip i Dale: Brygada RR
- Detektyw Pchełka na tropie
- Dzielny Agent Kaczor
- Flintstonowie
- Goryl Magilla
- Inspektor Gadżet
- Scooby i Scrappy Doo
- Smerfy
- Strażak Sam (sezon 1-4)

## Reżyserzy
- Zofia Dybowska-Aleksandrowicz
- Seweryn Nowicki
- Maria Olejniczak
- Miriam Aleksandrowicz
- Maria Piotrowska
- Henryka Biedrzycka
- Izabella Falewiczowa
- Krzysztof Szuster

## Dialogiści
- Krystyna Uniechowska-Dembińska
- Włodzimierz Kozłowski
- Seweryn Nowicki
- Grażyna Dyksińska-Rogalska
- Elżbieta Łopatniukowa
- Joanna Klimkiewicz
- Krystyna Skibińska-Subocz
- Stanisława Dziedziczak
- Dariusz Dunowski
- Jan Moes
- Maria Etienne
- Krystyna Albrecht
- Elżbieta Kowalska

## Dźwiękowcy
- Mariusz Kuczyński
- Jerzy Januszewski
- Zdzisław Siwecki
- Roman Błocki
- Alina Hojnacka-Przeździak
- Stanisław Uszyński